# 다케사키 히로노부
다케사키 히로노부(일본어: 竹﨑 博允, 1944년 7월 8일~)는 일본의 재판관이다.

## 생애
1944년 오카야마현 오카야마시 기타구에서 태어났다. 오카야마시립 고사이 소학교, 오카야마시립 아사히 중학교, 오카야마현립 오카야마 아사히 고등학교를 거쳐 1967년 도쿄 대학 법학부를 졸업했다. 1966년에 사법시험에 합격하여 다음 해 대학을 졸업한 뒤 사법수습생이 되었고 1969년에 도쿄지방재판소 판사보가 되었다. 1970년 컬럼비아 대학교 로스쿨로 유학을 갔다.
1972년에 히로시마지방재판소 판사보를 거쳐 1974년 사법연수소에서 근무했으며 1977년 가고시마지방·가정재판소 나제지부 판사보가 되었다. 1978년 도쿄지방재판소 판사보를 거쳐 1979년 판사가 되었으며 1981년에는 사법연수소에서 교관으로 일했다.
1982년 최고재판소 사무총국 총무국 제2과장 겸 제3과장이 되었으며 1984년에는 총무국 제1과장 겸 제도조사실장이 되었다. 1988년 최고재판소 장관 야구치 고이치의 지시를 받고 미국으로 파견돼 배심제를 연구했다. 귀국 후 제출한 보고서에는 배심제에 대한 비판이 주를 이루었지만 나중에 「재판원이 참가하는 형사 재판에 관한 법률」이 통과되자 재판원 제도를 통해 사법에 대한 국민의 신뢰를 얻을 수 있을 거라 생각했다.
1990년 도쿄고등재판소 사무국장을 역임한 뒤 1993년 같은 재판소에서 판사로 일했다. 1997년 최고재판소 사무총국 경리국장, 2002년 최고재판소 사무차장을 거쳐 2002년 최고재판소 사무총장이 되었다. 2006년엔 나고야고등재판소 장관, 2007년엔 도쿄고등재판소 장관을 역임하고 2008년 최고재판소 장관에 취임했다. 소속은 제2소법정이었다.
다케사키를 장관으로 추천한 전임 장관 시마다 니로는 퇴임하면서 다케사키에 대해 "그를 생각하면 사카모토 료마가 떠오른다. 앞을 내다보는 힘이 매우 뛰어나다"라고 말했다. 최고재판소 재판관을 역임하지 않은 채 곧바로 최고재판소 장관이 된 것은 요코타 기사부로 이래 48년 만의 일이었다. 다케사키는 취임 기자회견에서 최고재판소 재판관 경험 없이 장관이 된 만큼 소법정 심리에도 관여하고 싶다고 말했다.
2009년에 사법수습생의 국적 제한 조치를 철폐했다. 같은 해 8월에는 재판 기록을 제외하고 재판소가 보관하고 있는 문서 중에서 역사 자료로서 중요한 가치를 가진 공문서를 정부에 이관하기로 합의했다. 2012년부터 형사 부문의 판검 교류를 중단했다.
국정선거에서 한 표의 격차 문제를 놓고 2009년 중원선과 2010년 참원선에 대한 판단을 각각 2011년과 2012년에 내렸다. 2009년 중원선은 의석수 배분 기준에 합리성을 가지고 있지 않으므로 헌법 위반이라 판단했으며 2010년 참원선은 도도부현을 단위로 하는 선거구 획정에 부정적인 판단을 내렸다. 2013년엔 혼외자의 상속 차별 재판에 대해 판결하면서 혼외자의 법정 상속분을 혼내자의 절반으로 규정한 「민법」 규정이 위헌이라고 판시했다.
다케사키의 정년 퇴직은 2014년 7월 7일로 예정되어 있었다. 그런데 그 해 2월 26일 다케사키는 갑작스럽게 의원 퇴직을 표명하고 3월 31일에 정식으로 물러났다. 다케사키는 "취임할 때부터 지병이 있었는데 몇 번 입원도 했지만 건강이 많이 악화됐다", "체력적으로 한계에 달했다", "자리를 유지하려면 전력으로 임해야 하는데 더 이상 힘들어 퇴직을 결정했다"라고 밝혔다. 정년을 앞두고 의원 퇴직을 한 경우는 구사바 료하치 이래 처음 있는 일이었다.
장관으로 재임하면서 맡은 재판 중에 보충 의견이나 반대 의견 등 개별 의견을 한 번도 내지 않았다. 이는 초대 장관 미부치 다다히코 이래 처음 있는 일이었다. 다만 최고재판소 재판관으로서 개별 의견을 냈다가 장관이 된 뒤 내지 않은 사례는 있었다.

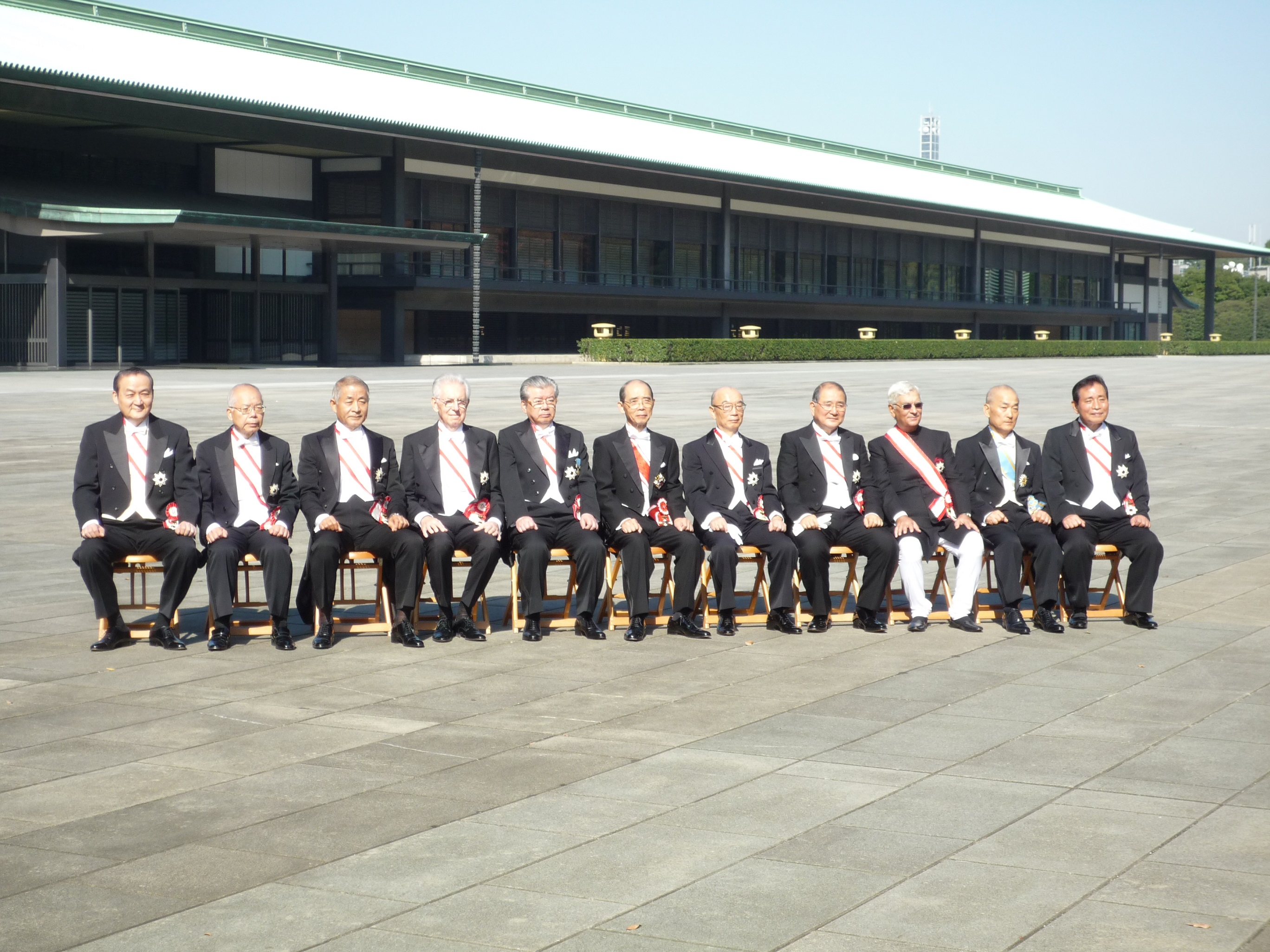
2015년 11월 5일 대수장 친수식 후의 기념 사진. 왼쪽에서 6번째가 다케사키 히로노부다.

2015년 4월에 궁내청 참여에 취임하여 2020년 6월까지 근무했다. 2015년 1월엔 동화대수장을 수훈했다.